# Withdean Stadium
Withdean Stadium – stadion wielofunkcyjny, położony w mieście Brighton w Wielkiej Brytanii. Oddany został do użytku w 1936 roku. W latach 1999–2011 na tym obiekcie swoje mecze rozgrywał Brighton & Hove Albion F.C.; jego pojemność wynosi 8 850 miejsc. Wokół płyty boiska znajduje się bieżnia lekkoatletyczna.